# Patagonomyrmex
Patagonomyrmex  (лат.) — род муравьёв трибы Pogonomyrmecini из подсемейства мирмицины (Myrmicinae).

## Распространение
Южная Америка, Патагония: юге Аргентины и юг Чили.

## Описание
Мелкие муравьи рыжевато-коричневого цвета (длина 4—7 мм), внешне похожи на Pogonomyrmex и мирмик (Myrmica). Мономорфные, ширина головы рабочих от 0,81 до 1,16 мм. Отличия: выпуклый клипеус, недоразвитый псаммофор, гладкий верх петиоля и постпетиоля, формула щупиков 5,4. Усики рабочих и самок 12-члениковые с 4-члениковой булавой (13 у самцов и без булавы). Мандибулы с 6 зубцами. Стебелёк между грудкой и брюшком состоит из двух члеников: петиолюса и постпетиолюса (последний четко отделен от брюшка), жало развито, куколки голые (без кокона).

## Систематика
3 вида. Относятся к отдельной трибе Pogonomyrmecini. В 2016 году род был образован путём выделения трёх видов из состава рода Pogonomyrmex, из бывшей его видовой группы angustus-group.

### Виды
- Patagonomyrmex angustus (Mayr, 1870)
  - = Pogonomyrmex angustus Mayr, 1870
  - = Ephebomyrmex angustus (Mayr, 1870)
- Patagonomyrmex laevigatus (Santschi, 1921)
  - = Pogonomyrmex laevigatus Santschi, 1921
  - = Ephebomyrmex laevigatus (Santschi, 1921)
- Patagonomyrmex odoratus (Kusnezov, 1949)
  - = Pogonomyrmex odoratus Kusnezov, 1949
  - = Ephebomyrmex odoratus (Kusnezov, 1949)